# Geta Burlacu
Georgeta Burlacu, znana także jako Geta Burlacu (ur. 22 lipca 1974) – mołdawska piosenkarka jazzowa, solistka zespołów Univox Jazz Vocal Band. Reprezentantka Mołdawii podczas 53. Konkursu Piosenki Eurowizji (2008).

## Życiorys
W 1989 rozpoczęła studia na Uczelni Muzyczno-Pedagogicznej, na wydziale instrumentów strunowych w klasie skrzypiec. Po ich ukończeniu w 1993 zapisała się do szkoły muzycznej im. Gavriila Muzicescu’ego na kierunku interpretacji muzyki jazzowej, wygrała pierwszą nagrodę podczas festiwalu Steaua de Dimineaţă oraz została prezenterką telewizyjną programu TV Jazz-club, który prowadziła w latach 1993–1995. Była również prezenterką programu Clipa Siderală (1994–1998). W 1997 wzięła udział w krajowym konkursie Tânăra Stea oraz Şlagărul de Aur organizowanym w Białorusi. 
W 1998 została solistką zespołu Univox Jazz Vocal, a w 2001 – Folk Music Band, z którym wystąpiła podczas koncertu z okazji tygodnia rumuńskiej muzyki folkowej w Niemczech. W kolejnych latach występowała jako chórzysta Union Fenosa, brała udział w wielu festiwalach muzycznych: w mołdawskim Jazz-Weekend (1999-2000), Mărţişor (2000), New ImproMusicFest i Tamara Ceban (2001), rumuńskim INTACT (2000), francuskim International Festival of Universal Music (2000-2001), Jazz DODJ Festival. W 2000 roku wystąpiła gościnnie z Anca Pargel podczas Jazz Duo organizowanym w Belgii.
W 2005 zdobyła tytuł magistra na wydziale jazzu i została wykładowcą śpiewu w konserwatorium w Kiszyniowie. W tym samym roku wydała swoją debiutancką płytę Ce n-as da.... Rok później zaczęła karierę solową, nie zaniedbując współpracy z zespołami muzycznymi. W 2008 została prowadzącą program karaoke The Voice of People emitowany na kanale NIT TV, a także wzięła udział w krajowych eliminacjach eurowizyjnych, do których zgłosiła się z utworem „A Century of Love”. W lutym wystąpiła w finale selekcji i ostatecznie wygrała po zdobyciu największego poparcia od komisji sędziowskiej i telewidzów, dzięki czemu została reprezentantką Mołdawii podczas 53. Konkursu Piosenki Eurowizji organizowanego w Belgradzie. 20 maja wystąpiła podczas pierwszego półfinału widowiska i zajęła 12. miejsce z 36 punktami na koncie, niekwalifikując się do finału. Po udziale w konkursie wystąpiła na festiwalu Cerbul de aur. W 2008 wydała drugi album studyjny pt. La Poarta Pămîntului, a rok później – płytę pt. O Sete Nebună. Od 2009 występuje na scenie wraz z zespołami Alex Calancea Band, ANGRY Band i Taraf Lautaresc. 
W 2013 zagrała w musicalu The Erotic Carousel w reżyserii George’a Tawadze. W kwietniu 2020 wydała utwór „Ciririp”.

## Dyskografia
Albumy studyjne
- Ce n-as da... (2005)
- La Poarta Pămîntului (2008)
- O Sete Nebună (2009)